# Cantón de Valence-sur-Baïse
El cantón de Valence-sur-Baïse era una división administrativa francesa, que estaba situada en el departamento de Gers y la región de Mediodía-Pirineos.

## Composición
El cantón estaba formado por dieciséis comunas:
- Ayguetinte
- Beaucaire
- Bezolles
- Bonas
- Castéra-Verduzan
- Justian
- Lagardère
- Larroque-Saint-Sernin
- Maignaut-Tauzia
- Roquepine
- Roques
- Rozès
- Saint-Orens-Pouy-Petit
- Saint-Paul-de-Baïse
- Saint-Puy
- Valence-sur-Baïse

## Supresión del cantón de Valence-sur-Baïse
En aplicación del Decreto n.º 2014-254 de 26 de febrero de 2014, el cantón de Valence-sur-Baïse fue suprimido el 22 de marzo de 2015 y sus 16 comunas pasaron a formar parte; diez del nuevo cantón de Baïse-Armañac, cinco del nuevo cantón de Fezensac y una del nuevo cantón de Gascuña Auscitana.